# Петер з Дусбурга
Петер з Дусбурга, Петер з Дуйсбурга, Петер Дусбурзький (лат. Peter de Dusburg; нім. Peter von Duisburg, Peter von Dusburg; лит. Petras Dusburgietis *близько 1260 р. — †після 1330 р.) — капелан Тевтонського ордену XIV століття, хроніст, який уклав у 1326 році «Хроніку землі Прусської» латинською мовою (лат. Chronicon terrae Prussiae). Ця «Хроніка…» була перекладена на німецьку мову Миколаєм фон Єрошином.
Батьківщиною хроніста довгий час було прийнято вважати місто Дуйсбург (нім. Duisburg) на р. Рейні. Але польська дослідниця (М. Поллякувна) висловила припущення, що він був вихідцем з голландського міста Дусбурга, що тоді належало до орденського баллею Утрехт, де Тевтонський орден розташувався ще в першій половині XIII ст.. У даний час обидві ці точки зору рівноправно співіснують.
Також залишається невизначеним місце написання «Хроніки…» і місця знаходження автора. За основними версіями це могли бути: Раґніт, Кенігсберг-ін-Пройсен або Марієнбурґ (на останній вказує присвята «Хроніки …» Великому Магістрові Ордену).
«Хроніка землі Прусської» Петера із Дусбурга — це перша велика пам'ятка історіографії Тевтонського ордена в Пруссії, була завершена в 1326 році. «Хроніка землі Прусської» Петера із Дусбурга давала картину історичних подій XIII ст. — першої чверті XIV століття, їх осмислення з позицій хрестоносця-завойовника.